# اچ‌ام‌اس بلوکزهام (۱۹۱۹)
اچ‌ام‌اس بلوکزهام (۱۹۱۹) (به انگلیسی: HMS Bloxham (1919)) یک کشتی بود که طول آن ۲۳۱ فوت (۷۰ متر) بود. این کشتی در سال ۱۹۱۹ ساخته شد.